# La Chute de Troie
Pour plus de détails, voir Fiche technique et Distribution.
La Chute de Troie (La caduta di Troia) est un film muet italien réalisé par Giovanni Pastrone et Luigi Romano Borgnetto (it), sorti en 1911. 
Produit par la société Itala Film de Turin, le film raconte le moment ultime de la guerre contre la ville de Troie. Ce fut le premier film à succès de Giovanni Pastrone. Du point de vue technique, il était encore composé de plans fixes.

## Fiche technique
- Titre original : La caduta di Troia
- Titre français : La Chute de Troie
- Réalisation : Giovanni Pastrone et Luigi Romano Borgnetto (it)
- Scénario : Giovanni Pastrone
- Maison de production : Itala Film
- Pays d'origine :  Royaume d'Italie
- Genre : Historique
- Durée : 30 minutes
- Dates de sortie :
  -  Royaume d'Italie : mars 1911
  -  France : 7 avril 1911

## Distribution
- Luigi Romano Borgnetto (it)
- Giovanni Casaleggio (it)
- Madame Davesnes
- Emilio Gallo
- Olga Giannini Novelli
- Giulio Vinà

## Source de la traduction
- (it) Cet article est partiellement ou en totalité issu de l’article de Wikipédia en italien intitulé « La caduta di Troia » (voir la liste des auteurs).